# The Guns of Brixton
The Guns of Brixton è una canzone dei Clash, presente nel loro terzo album, London Calling, pubblicato nel 1979. È scritta e cantata dal bassista Paul Simonon, cresciuto a Brixton, quartiere nel sud di Londra.
Il brano presenta sfumature reggae, il testo riflette sulla cultura dell'area, accennando un riferimento al film giamaicano Più duro è, più forte cade (The Harder They Come). È uno dei due brani scritti da Simonon assieme a Crooked Beat, presente su Sandinista!. Simonon canta anche nel pezzo Red Angel Dragnet, incluso nell'album Combat Rock.

## Origini e registrazione
The Guns of Brixton fu il primo pezzo registrato dal gruppo ad essere cantato e composto da Paul Simonon. Durante le registrazioni per London Calling, Paul Simonon imparò a suonare la chitarra, e cominciò a contribuire alla realizzazione dei brani.
«Non vieni pagato per disegnare poster o vestiti», disse in un'intervista pubblicata da Bassist Magazine nell'ottobre del 1990, «sei pagato per realizzare delle canzoni».
La band, dopo aver licenziato il loro manager Bernard Rhodes, dovette lasciare lo studio di Camden Town per trovare un'altra sala prove dove comporre i pezzi. Il gruppo iniziò a lavorare su London Calling durante l'estate del 1979 presso i Vanilla Studios di Pimlico. La band scrisse e registrò velocemente i demo, e, nell'agosto del 1979, entrò ai Wessex Studios per registrare l'album. Prodotto da Guy Stevens, che all'epoca aveva problemi di droga e di alcool, il disco fu registrato nel giro di qualche settimana ed includeva molte canzoni, tra cui The Guns of Brixton, registrata in un paio di prove.

## Performance dal vivo
Durante le esibizioni dal vivo di The Guns of Brixton, Simonon era solito scambiare gli strumenti con Strummer (Simonon alla chitarra ritmica e Strummer al basso) poiché si sentiva a disagio a suonare il giro di basso e a cantare contemporaneamente.

## Formazione
- Paul Simonon - voce, basso
- Joe Strummer - chitarra ritmica
- Mick Jones - chitarra
- Topper Headon - batteria

Live:
- Paul Simonon - voce, chitarra ritmica
- Joe Strummer - basso
- Mick Jones - chitarra, cori
- Topper Headon - batteria

## Cover
Il brano è stato oggetto di molte cover da parte di numerosi artisti nel corso degli anni, degna di nota su tutte, sincero riconoscimento del legame dei Clash con la cultura giamaicana, la bellissima e scarna versione prodotta proprio da quel Jimmy Cliff, protagonista e autore della colonna sonora del film The Harder They Come a cui Simmons si ispira nella scrittura del brano: un tributo a un tributo. Tra le tante altre versioni meno degne di nota troviamo gli Arcade Fire, i Red Hot Chili Peppers, Unwritten Law, i Dropkick Murphys, i Rancid, Jeff Klein, i Bandits, i Veeblefetzer, i Nouvelle Vague, i Calexico, gli Optimus Rhyme, i My Red Hot Nightmare, la punk band tedesca dei Toten Hosen, il gruppo argentino dei Los Fabulosos Cadillacs, i Libertines, e il cantautore Enrico Ruggeri.
Nel 1981 una punk band tedesca nota col nome di Soilent Grün riprese la melodia di The Guns of Brixton nella loro canzone Spitz Wie Lumpi. Il giro di basso fu campionato nel singolo Dub Be Good to Me dei Beats International. Nel 2003, i Beautiful Girls, gruppo musicale originario di Sydney, pubblicò una cover intitolata Guns of Brixton / Dub Be Good to Me. Il pezzo What's Your Number? dei Cypress Hill oltre a campionare il giro di basso, campiona i riff delle chitarre. Zion I ed il rapper The Grouch campionarono The Guns of Brixton nella canzone Trigger, presente nel loro album del 2006 Heroes in the City of Dope.
La versione acustica degli Arcade Fire fu suonata per la prima volta durante il loro mini-tour di cinque giorni a Londra, durante gli inizi del febbraio 2007; il brano è stato anche utilizzato chiudere quattro concerti alla Brixton Academy nel marzo del 2007. La band ha inoltre eseguito il pezzo nel programma televisivo Culture Show, mandato in onda dalla BBC. Il gruppo francese Misty Socks ha reinterpretato la canzone durante un concerto del 2007.
I gruppi street punk polacchi Analogs, Pidzama Porno, Kazik & Buldog suonarono, con strumenti a fiato, questo brano dal vivo nel 2007 e durante un mini-tour del 2008. Santigold reinterpretò il pezzo nel 2008 per il suo album Top Ranking, realizzato assieme al DJ Diplo. Maurits Westerik, il cantante del gruppo rock dei GEM, ha reinterpretato la canzone nel 2008 durante le sue session utilizzate per il progetto musicale tedesco chiamato OnderInvloed.com. La registrazione è stata suonata nella vecchia chiesa cattolica Willibrord, nel centro di Utrecht. Westerik suonò una versione più lenta della canzone.
Kathleen Hanna utilizzò un campionamento del pezzo nella sua cover di I Want to Know What Love Is.
Rude Hi-fi con la collaborazione de La Banda Bassotti registra un pezzo intitolato "Guns of Roma" che riprende tematiche e sonorità del pezzo dei Clash. Nel doppio disco Check Point Kreuzberg - Live at SO36 - Berlin della stessa Banda Bassotti è presente una traccia intitolata "Guns of Brixton/Berlin city", cover della canzone dei Clash con le strofe in versione rap cantate da Rude.
Il testo è un mix tra la traduzione dell'originale di Paul Simonon e quello di Guns of Roma dello stesso Rude Hi-fi

### Cover dei Toten Hosen
The Guns of Brixton fu registrato dai Toten Hosen per essere incluso nel loro singolo Freunde. Più tardi, fu reinterpretato durante un concerto acustico nel 2005 e pubblicato come secondo singolo estratto dall'album Nur zu Besuch: Unplugged im Wiener Burgtheater.

#### Il video
Il video presenta del materiale registrato dal vivo.

#### Tracce
1. The Guns of Brixton (Simonon) − 2:44
2. Steh auf, wenn du am Boden bist (Alzati quando sei per terra) (von Holst, Frege) − 3:31
3. The Guns of Brixton − 2:47 (live 2004; feat. Gentleman)

#### Classifiche
| Anno | Paese    | Posizione |
| ---- | -------- | --------- |
| 2006 | Germania | 62        |

## Formati e lista tracce
The Guns of Brixton fu originariamente pubblicata sull'album London Calling il 14 dicembre 1979, registrato tra l'agosto e il novembre del 1979 ai Wessex Studios di Londra, ma, al momento, non fu pubblicata come singolo. Una parte di The Guns of Brixton, cantata dalla giovanissima Maria Gallagher, accompagnata al pianoforte da suo padre Mick, appare come ghost track alla fine del pezzo Broadway, incluso nell'album Sandinista!, del 1980. La versione di The Guns of Brixton che appare nell'edizione rimasterizzata di London Calling, fu pubblicata dalla CBS in un singolo (CD, 45 giri e 12 pollici) intitolato Return to Brixton, uscito nel luglio del 1990 (numero del catalogo: 656072-2). Il singolo raggiunse la cinquantasettesima posizione nella Official Singles Chart. Il singolo conteneva le seguenti tracce:
1. Return to Brixton - 3:47
2. Return to Brixton - 6:55
3. Return to Brixton [SW2 Dub] - 6:00
4. The Guns of Brixton - 3:09

Una versione più veloce rispetto alla versione standard presente su London Calling è apparsa sulla compilation live From Here to Eternity: Live, pubblicata nel 1999.

### Classifiche
| Classifiche (1990)     | Posizione |
| ---------------------- | --------- |
| Official Singles Chart | 57        |

### Fonti
- (EN) Pat Gilbert, Passion Is a Fashion: The Real Story of The Clash, 4ª ed., London, Aurum Press, 2005  [2004], ISBN 1-84513-113-4, OCLC 61177239.
- (EN) Johnny Green e Garry Barker, A Riot of Our Own: Night and Day with The Clash, 3ª ed., London, Orion, 2003  [1997], ISBN 0-7528-5843-2, OCLC 52990890.
- (EN) Adam Sweeting, Death or Glory, in Uncut, ottobre 2004.

### Approfondimenti
- (EN) Marcus Gray, The Clash: Return of the Last Gang in Town, 5ª ed., London, Helter Skelter, 2005, ISBN 1-905139-10-1.
- (EN) Bob Gruen e Chris Salewicz, The Clash, 3ª ed., London, Omnibus, 2004, ISBN 1-903399-34-3.
- (EN) Kris Needs, Joe Strummer and the Legend of the Clash, London, Plexus, 25 gennaio 2005, ISBN 0-85965-348-X. URL consultato il 9 gennaio 2008.
- (EN) Keith Topping, The Complete Clash, 2ª ed., Richmond, Reynolds & Hearn, 2004, ISBN 1-903111-70-6.